# Antopetitia abyssinica
Genre
Espèce
Antopetitia abyssinica est une espèce de plantes à fleurs  dicotylédones de la famille des Fabaceae, sous-famille des Faboideae, originaire d'Afrique. C'est l'unique espèce acceptée du genre Antopetitia (genre monotypique).

## Étymologie
Le nom générique, « Antopetitia », est un hommage à Antoine Petit (?-1843),  médecin, naturaliste et collecteur de plantes français.